# Petrovice II
Petrovice II (německy Petrowitz II) jsou obec v okrese Kutná Hora ve Středočeském kraji. Leží asi třicet kilometrů jihozápadně od Kutné Hory. Žije v ní 156 obyvatel. Přilehlými osadami protéká Losinský potok, který se vlévá v Kácově do řeky Sázavy.
Petrovice II i přilehlé osady (Boštice, Losiny, Nové Nespeřice, Stará Huť, Staré Nespeřice a Tlučeň) leží v oblasti s vysokým výskytem lesů, a proto jsou vyhledávané především chataři a chalupáři, kteří zde využívají trvale neobydlené domy k rekreaci. K obci patří též nově vybudované chatařské kolonie v osadách Tlučeň a Stará Huť.

## Historie
Z Petrovic pocházela blíže neznámá Honorie Česta, která dala kolem roku 1265 založit kostel v dnešním Čestíně, známém dříve právě jako Čestin Kostel. Přídomek Česta zmíněné mecenášky můžeme vnímat jako počeštění jejího latinského jména Honorie (honos, latinsky čest).
První jasná písemná zmínka o obci pochází tedy až z roku 1291. Petrovice jsou původem panského rodu z Petrovic. Na místě statku čp. 1 stávala tvrz, jejíž obvod dodnes statek kopíruje. Nejstarší Mikuláš se připomíná roku 1359. V těchto dobách pálili petrovičtí pro Kutnou Horu uhlí v milířích. Později, v první polovině 17. století jsou Petrovice nazývány Petrovice u Kácova, zásluhou Karla Čejky z Olbramovic a na Kácově.
V roce 1866 byla otevřena nová dvoutřídní škola a v roce 1898 byla povolena třetí třída. Základní škola byla zrušena v roce 1976. V současné době je budova bývalé školy po rekonstrukci.
Ve vsi Losiny (přísl. Petrovice II, Tlučeň, 326 obyvatel, katol. kostel, samostatná ves se později stala součástí Petrovic II) byly v roce 1932 evidovány tyto živnosti a obchody: družstvo pro rozvod elektrické energie v Petrovicích II, 3 hostince, 2 obchody se smíšeným zbožím, 2 trafiky, truhlář.
Obec Petrovice II vznikla 
roku 1960 sloučením obcí Losiny a Staré Nespeřice.

## Obyvatelstvo
| Rok            | 1869  | 1880  | 1890  | 1900  | 1910 | 1921 | 1930 | 1950 | 1961 | 1970 | 1980 | 1991 | 2001 | 2011 | 2021 |
| -------------- | ----- | ----- | ----- | ----- | ---- | ---- | ---- | ---- | ---- | ---- | ---- | ---- | ---- | ---- | ---- |
| Počet obyvatel | 1 074 | 1 123 | 1 052 | 1 018 | 911  | 865  | 699  | 477  | 453  | 349  | 242  | 158  | 107  | 106  | 165  |
| Počet domů     | 143   | 154   | 148   | 146   | 146  | 146  | 153  | 150  | 132  | 122  | 101  | 122  | 139  | 150  | 153  |

## Obecní správa

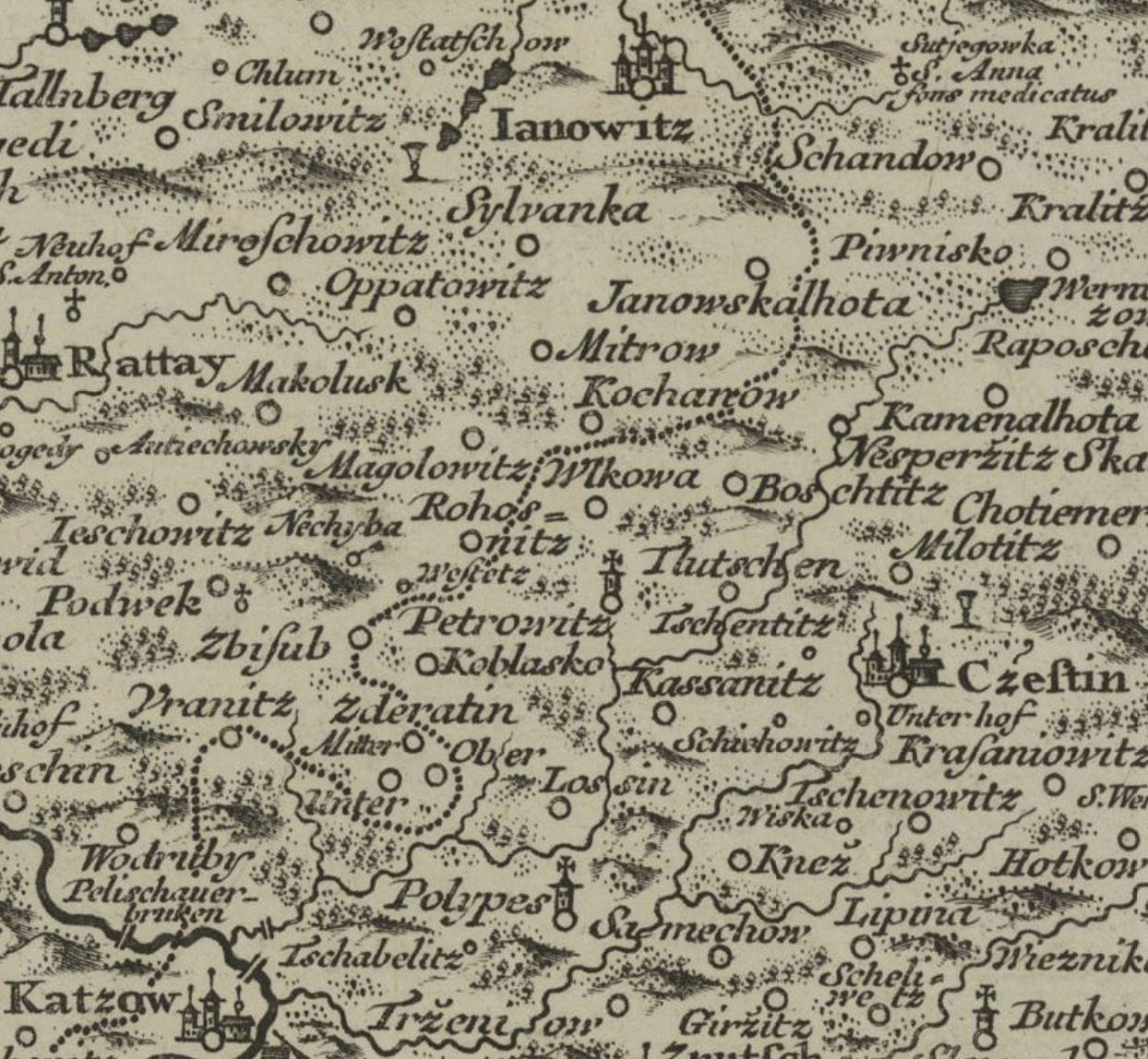
Petrovice II na Müllerových mapách z roku 1720

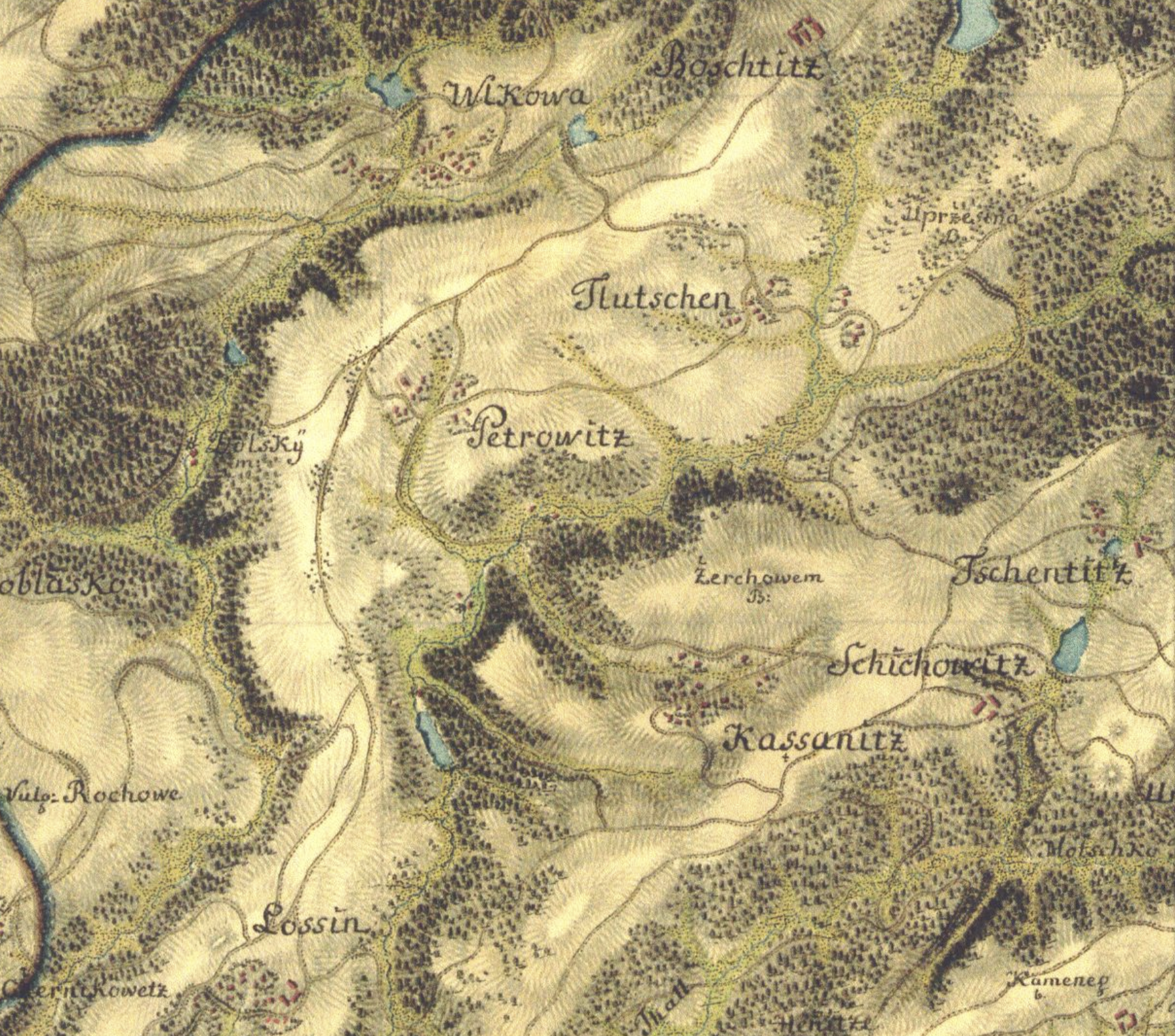
Petrovice II na I. vojenském mapování z let 1764–1768

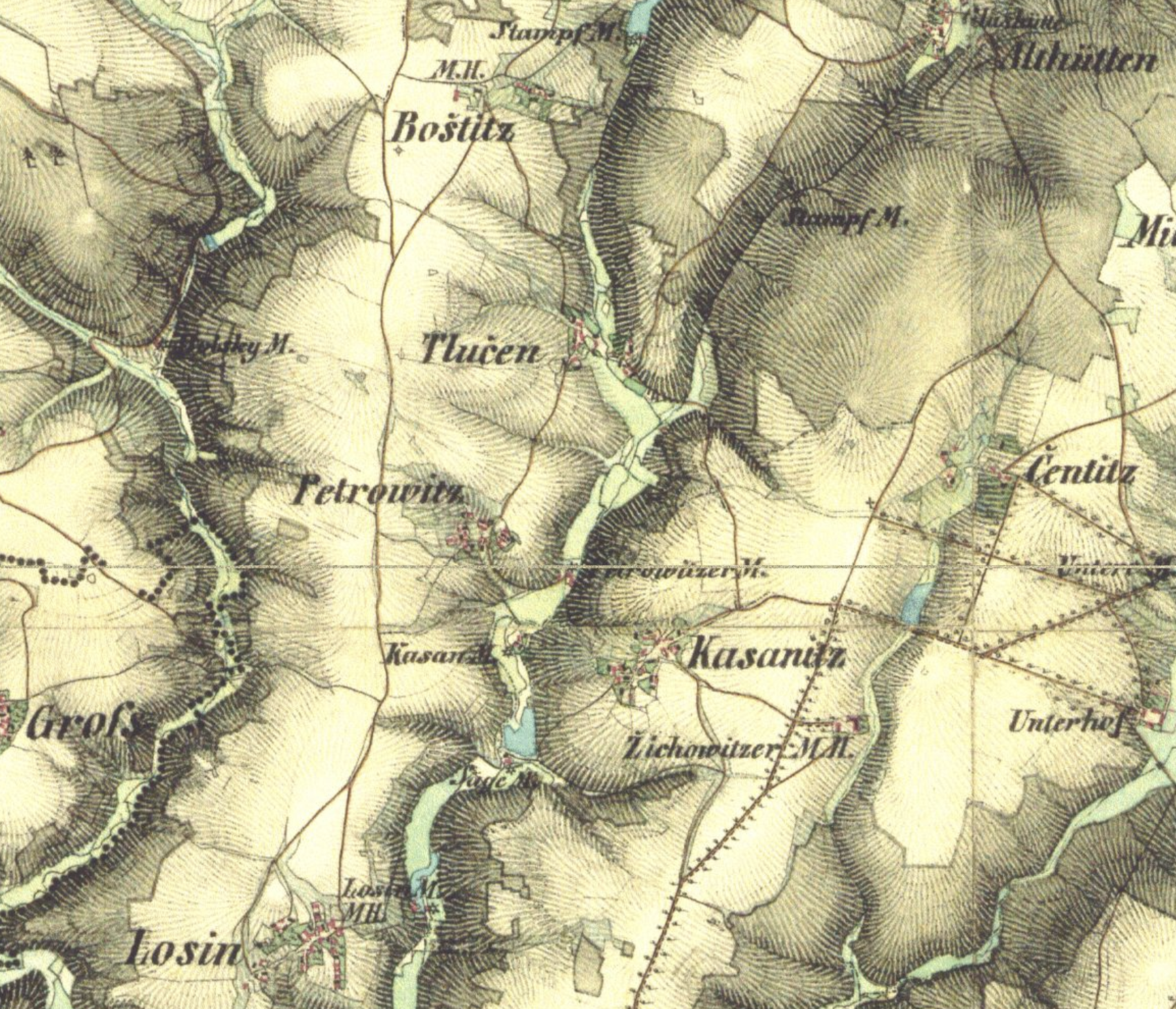
Petrovice II na II. vojenském mapování z let 1836–1852

### Územněsprávní začlenění
Dějiny územněsprávního začleňování zahrnují období od roku 1850 do současnosti. V chronologickém přehledu je uvedena územně administrativní příslušnost obce (osady) v roce, kdy ke změně došlo:
- 1850 země česká, kraj Pardubice, politický okres Kolín, soudní okres Uhlířské Janovice, obec Losiny[10]
- 1855 země česká, kraj Čáslav, soudní okres Uhlířské Janovice, obec Losiny
- 1868 země česká, politický okres Kutná Hora, soudní okres Uhlířské Janovice, obec Losiny
- 1939 země česká, Oberlandrat Kolín, politický okres Kutná Hora, soudní okres Uhlířské Janovice, obec Losiny[11]
- 1942 země česká, Oberlandrat Praha, politický okres Kutná Hora, soudní okres Uhlířské Janovice, obec Losiny[12]
- 1945 země česká, správní okres Kutná Hora, soudní okres Uhlířské Janovice, obec Losiny[13]
- 1949 Pražský kraj, okres Kutná Hora, obec Losiny[14]
- 1960 Středočeský kraj, okres Kutná Hora[15]
- 2003 Středočeský kraj, obec s rozšířenou působností Kutná Hora

### Obecní symboly
Znak a vlajka byly obci uděleny rozhodnutím předsedy Poslanecké sněmovny Parlamentu České republiky dne 12. května 2016.

## Doprava
Dopravní síť
- Pozemní komunikace – Zastavěným územím obce prochází silnice III. třídy. Okrajem katastrálního území obce vede silnice II/336 Uhlířské Janovice – Zruč nad Sázavou.

- Železnice – Železniční trať ani stanice na území obce nejsou.

Veřejná doprava 2011
- Autobusová doprava – V obci končila autobusová linka Kutná Hora-Vidice-Čestín-Uhlířské Janovice-Petrovice II,Losiny (v pracovních dnech 3 spoje), obcí projížděla linka Uhlířské Janovice-Čestín-Řendějov-Zruč nad Sázavou (v pracovních dnech 6 spojů) (dopravce Veolia Transport Východní Čechy). O víkendu byla obec bez dopravní obsluhy.

## Pamětihodnosti
Na kraji obce směrem od Uhlířských Janovic stojí kostel svatého Martina z roku 1350, dřevěná zvonice a poblíž Bechyňova hrobka. Přestavba kostela byla provedena v roce 1901 z důvodů zvětšení kapacity. Do tohoto kostela docházejí lidé z okolních vesnic, spadající pod farní úřad Petrovice II.